# Mátra Borbála
Mátra Borbála (Budapest, 1988. május 18. –) magyar bajnok labdarúgó, kapus. Jelenleg a Femina labdarúgója.

## Pályafutása

### Klubcsapatban
2003-ban a Femina csapatában kezdte a labdarúgást. 2006-ban mutatkozott be az élvonalban. 2010-ig 78 bajnoki mérkőzésen védett. Kétszeres magyar bajnok.

## Sikerei, díjai
- Magyar bajnokság
  - bajnok: 2006–07, 2007–08